# Love Will Set You Free
«Love Will Set You Free» — пісня британського співака Енгельберта Гампердінка, з якою він представляв Велику Британію на пісенному конкурсі Євробачення 2012 в Баку.